# Francesco Manin
Francesco Manin, noto anche come Francesco Manini (Maniago, 1541 – 29 settembre 1619), è stato un vescovo cattolico e conte italiano.

## Biografia

Stemma Manin

Francesco Manin fu un nobile di Udine, originario di Maniago, figlio di Antonio Manin. Aveva un fratello di nome Bernardino ed una sorella. Francesco ricoprì il ruolo di referendario di ambedue le Segnature dal 1586 al 1610. Il 4 luglio 1607, durante il papato di Paolo V, fu nominato vescovo di Cittanova. Fu consacrato l'8 luglio dello stesso anno per mano del cardinale Ludovico de Torres, co-consacranti Juan de Rada, vescovo di Patti, e Metello Bichi, già vescovo di Sovana.
Francesco Manin mantenne la sua carica di vescovo fino alla morte, avvenuta nel settembre del 1619. La sua carriera ecclesiastica fu caratterizzata da forti legami con Carlo Borromeo e da un significativo sostegno da parte della casa d'Asburgo, evidenziando le dinamiche di patronato e le alleanze che influenzarono la sua ascesa in Curia.
Un suo ritratto risalente al 1616 è attualmente conservato presso Villa Manin, a Passariano di Codroipo, nella Cappella di Sant'Andrea apostolo.

## Genealogia episcopale
La genealogia episcopale è:
- Arcivescovo Filippo Archinto
- Papa Pio IV
- Cardinale Giovanni Antonio Serbelloni
- Cardinale Carlo Borromeo
- Cardinale Gabriele Paleotti
- Cardinale Ludovico de Torres
- Vescovo Francesco Manin